# 趙世德 (萬曆進士)
趙世德（1546年—？），字允求，號麟岡，陝西潼關衛人，軍籍，明朝政治人物。同進士出身。

## 生平
萬曆元年（1573年）癸酉科陝西鄉試第二十二名舉人，十一年（1583年）中式癸未科會試第二百三十名，三甲第二百三名進士。都察院觀政，授汲縣知縣，十五年（1587年）調石首縣知縣，同年謫平度州判官，十八年（1590年）升靈璧縣知縣，二十年（1592年）升重慶府通判，二十三年（1595年）升戶部主事，二十四年（1596年）奉差往湖廣監兌兼催錢糧，二十六年（1598年）管太倉銀庫，同年改兵部主事，二十七年（1599年）謫嘉定州同知，三十年（1602年）升大同府同知。

## 家族
曾祖趙寅；祖父趙福；父趙虎，母鄒氏。